# Abierto de Australia 1999
Lista de los campeones del Abierto de Australia de 1999:

## Individual Masculino
Yevgeny Kafelnikov (RUS) d. Thomas Enqvist (SWE), 4-6, 6-0, 6-3, 7-6

## Individual Femenino
Martina Hingis (SUI) d. Amélie Mauresmo (FRA), 6-2, 6-3

## Dobles Masculino
Jonas Björkman (SWE)/Patrick Rafter (AUS)

## Dobles Femenino
Martina Hingis (SUI)/Anna Kournikova (RUS)

## Dobles Mixto
Mariaan de Swardt/David Adams (RSA)

## Individual Femenino
| Predecesor: 1998                               | Abierto de Australia 1999 | Sucesor: 2000                         |
| Predecesor: Abierto de los Estados Unidos 1998 | Grand Slam 1999           | Sucesor: Torneo de Roland Garros 1999 |

- Datos: Q572071